# Agylla strigula
Agylla strigula là một loài bướm đêm thuộc phân họ Arctiinae, họ Erebidae.